# Renault Type JY
Der Renault Type JY war ein Personenkraftwagenmodell der Zwischenkriegszeit von Renault. Er wurde auch 18 CV genannt.

## Beschreibung
Die nationale Zulassungsbehörde erteilte am 1. Juni 1922 seine Zulassung. Als Sportvariante des Renault Type JS hatte es keinen Vorgänger. Modellpflege führte zum Type JY 1, der am 28. November 1922 seine Zulassung erhielt. 1924 endete die Produktion. Nachfolger wurde der Renault Type MG.
Der wassergekühlte Sechszylindermotor mit 85 mm Bohrung und 140 mm Hub hatte 4766 cm³ Hubraum. Eine andere Quelle gibt 80 mm Bohrung und 4222 cm³ Hubraum an. Die Motorleistung wurde über eine Kardanwelle an die Hinterachse geleitet. Die Höchstgeschwindigkeit war je nach Übersetzung mit 52 km/h bis 73 km/h angegeben.
Bei einem Radstand von wahlweise 356 cm oder 375,3 cm und einer Spurweite von 144 cm war das Fahrzeug  469 cm bzw. 488,5 cm lang und 170 cm breit. Das Komplettfahrzeug wog 1900 kg. Zur Wahl standen Torpedo und Limousine.
Im Gegensatz zum Type JS verfügte dieses Modell serienmäßig über Vorderradbremsen.

### Type JY
Die Motorhaube war schmaler als der hinter dem Motor platzierte Kühler. Das Fahrgestell wog 1350 kg. Der Wendekreis war mit 14 bis 15 Metern angegeben.

### Type JY 1
Motorhaube und Kühler waren gleich breit und gleich hoch. Das Fahrgestell wog 1600 kg. Der Wendekreis war nun mit 15 bis 16 Metern angegeben. Das Fahrgestell kostete 39.000 Franc, ein Torpedo mit sechs Sitzen 51.000 Franc und eine Coupé-Limousine 56.000 Franc.